# Foto fija
El foto fija es la persona que se encarga, durante un rodaje, de hacer fotografías que después se utilizarán como imágenes publicitarias de la película. También puede servir de referencia para las escenas que deberán rodarse posteriormente. En este caso, trabaja en colaboración con el script, que es la persona encargada de llevar un control exhaustivo del guion durante el rodaje.

## Su función en una filmación
El foto fija es la persona que se ocupa de hacer fotografías de los momentos más destacables de una filmación, de modo que puedan servir para su promoción. Otra de sus funciones es la de documentar diferentes momentos del proceso de rodaje (making of). Por lo tanto, puede hacer dos tipos de fotografías: las realizadas tras las cámaras y las que podrían parecer fotogramas del film.
Este profesional debe estar en constante contacto con el equipo de cámara, puesto que ha de conocer el diafragma, la obturación y la óptica que se están utilizando en cada momento con el fin de imitar los fotogramas. Además, para decidir qué fotografías se publicarán, tiene que contactar con el equipo de producción y dirección. Tras su visto bueno, las fotografías se podrán utilizar con diversos objetivos publicitarios o promocionales (campañas de intriga, folletos, pósteres, etc.).
Es muy importante que un foto fija parezca invisible cuando realiza fotografías "tras las cámaras", para no interrumpir el rodaje y para que todo el mundo se comporte de manera natural, puesto que ignorarán que alguien les está retratando.

## Cualidades de una buena foto fija
Una buena foto fija nunca debe ser un estorbo para los profesionales que trabajan en el rodaje de una película. Cuando este trabaja tras las cámaras, debe mantenerse distanciado del equipo de filmación y debe utilizar un teleobjetivo. Por lo tanto, es muy importante la capacidad de pasar desapercibido para no entorpecer el trabajo de los demás y esquivar la muchedumbre de cables, luces, cámaras y otros aparejos que se utilizan en un rodaje.
Por otro lado, un foto fija no tiene el mismo horario que el resto de los profesionales de rodaje, sino que hará su trabajo cuando el equipo de producción así lo pida. En ocasiones, podrá hacer uso de los decorados de un set para tomar fotografías que más tarde podrán servir como material promocional del film.

## Técnica

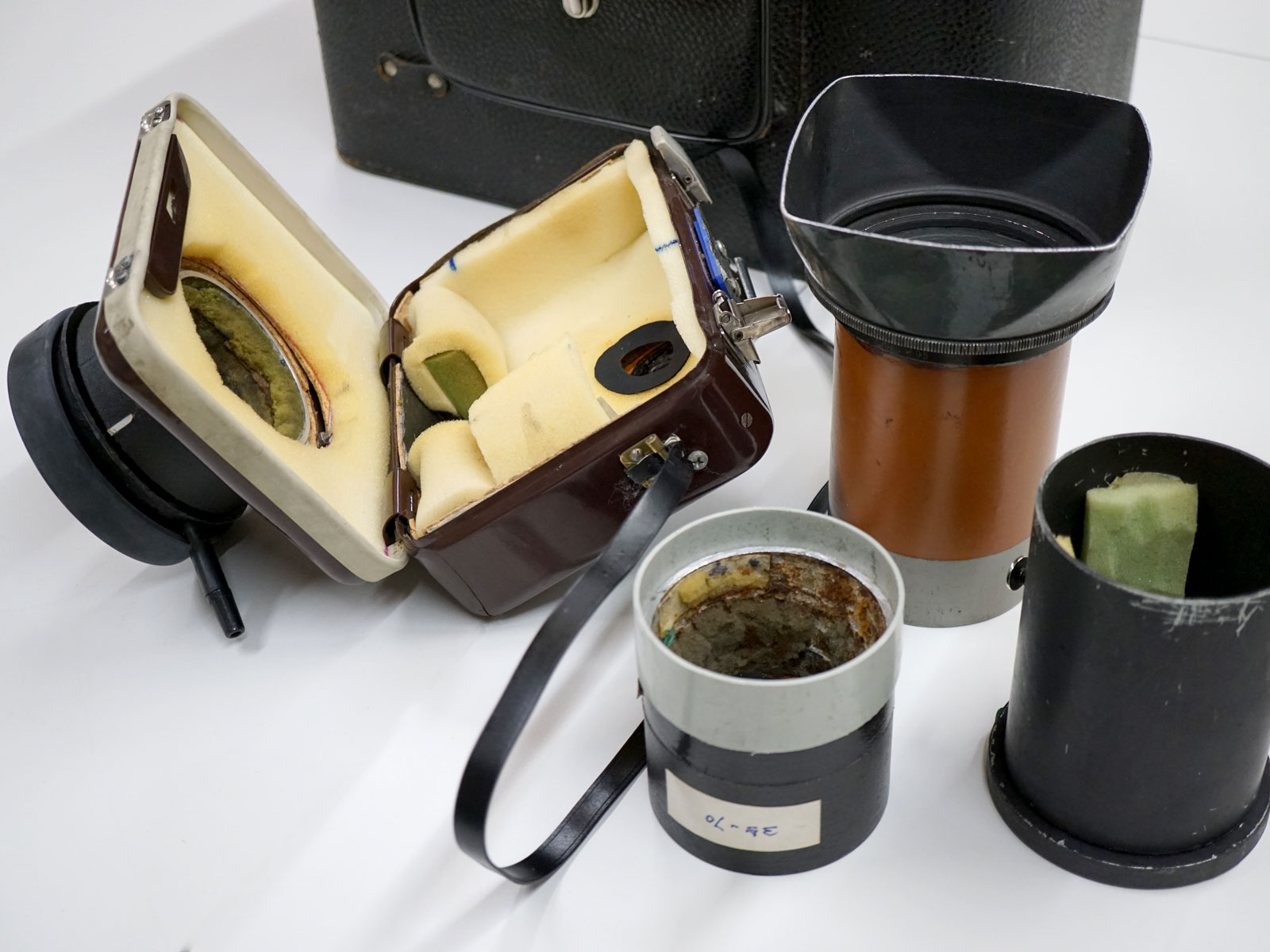
Interior del blimp y objetivos utilizados por el foto fija Frederic Gómez Grau

Un foto fija acostumbra a hacer uso del teleobjetivo. El material indispensable para llevar a cabo su oficio es una buena cámara reflex, unas buenas lentes, que pueden ser fijas y zooms de gama alta, y un sound blimp que permite insonorizar el disparo, cosa que le permite hacer fotografías sin estorbar la filmación.
Anteriormente, los foto fijas llevaban a cabo su trabajo con cámaras fotográficas de la marca Leica porque sus objetivos estaban marcados con valores T de diafragma, del mismo modo que las cámaras cinematográficas.
Por último, el foto fija debe evitar el uso del flash y tiene que intentar utilizar la iluminación planteada por el director de fotografía del film.

## Exposición "República, guerra, dictadura: foto fija Sabaté"
El año 2015 se organizó una exposición sobre foto fija en la Filmoteca de Cataluña, titulada "República, guerra, dictadura: foto fija Sabaté". Exponía las fotos fijas de cuarenta películas realizadas y producidas en España entre los años 1932 y 1942. Las imágenes exhibidas eran reproducciones de gran calidad de los negativos originales que guardaba el laboratorio Sabaté, situado en l'Hospitalet de Llobregat.
Los trabajos expuestos eran de algunos de los foto fijas más importantes del cine español del siglo XX: Antonio Gavilán, Carlos Pérez de Rozas, Emili Godés, Joan Gyenes y Salvador Torres Chaparral.